# USS Scorpion (SS-278)
Pour les autres navires du même nom, voir USS Scorpion.
L'USS Scorpion (SS-278) est un sous-marin de la classe Gato construit pour l'United States Navy pendant la Seconde Guerre mondiale.
Sa quille est posée le 20 mars 1942 au chantier naval Portsmouth Naval Shipyard de Kittery, dans le Maine. Il est lancé le 20 juillet 1942, parrainé par Mme Elizabeth T. Monagle et mis en service le 1er octobre 1942, sous le commandement du lieutenant commander William N. Wylie.

## Historique
Après sa mise en condition au large de la côte sud de la Nouvelle-Angleterre, dans le nord-est des États-Unis, en janvier 1943, le Scorpion transite par le canal de Panama fin février, arrivant à Pearl Harbor (Hawaï) le 24 mars. Il est équipé d'un bathythermographe pendant son séjour à Pearl Harbor et part pour sa première patrouille de guerre le 5 avril 1943. Son premier fait de guerre est la canonnière japonaise Meiji Maru n ° 1, détruite au large de l'est de Honshu, au Japon. Alors qu'il fait route vers Pearl Harbor pour achever sa première patrouille de guerre, le submersible engage le patrouilleur japonais Ebisu Maru n ° 5 le 30 avril. Lors de l'escarmouche, le capitaine de corvette R. M. Raymond est tué et le navire envoyé par le fond. En mai, après avoir terminé sa première patrouille de guerre, son canon de pont de 76 mm est remplacé par un canon de 100 mm.

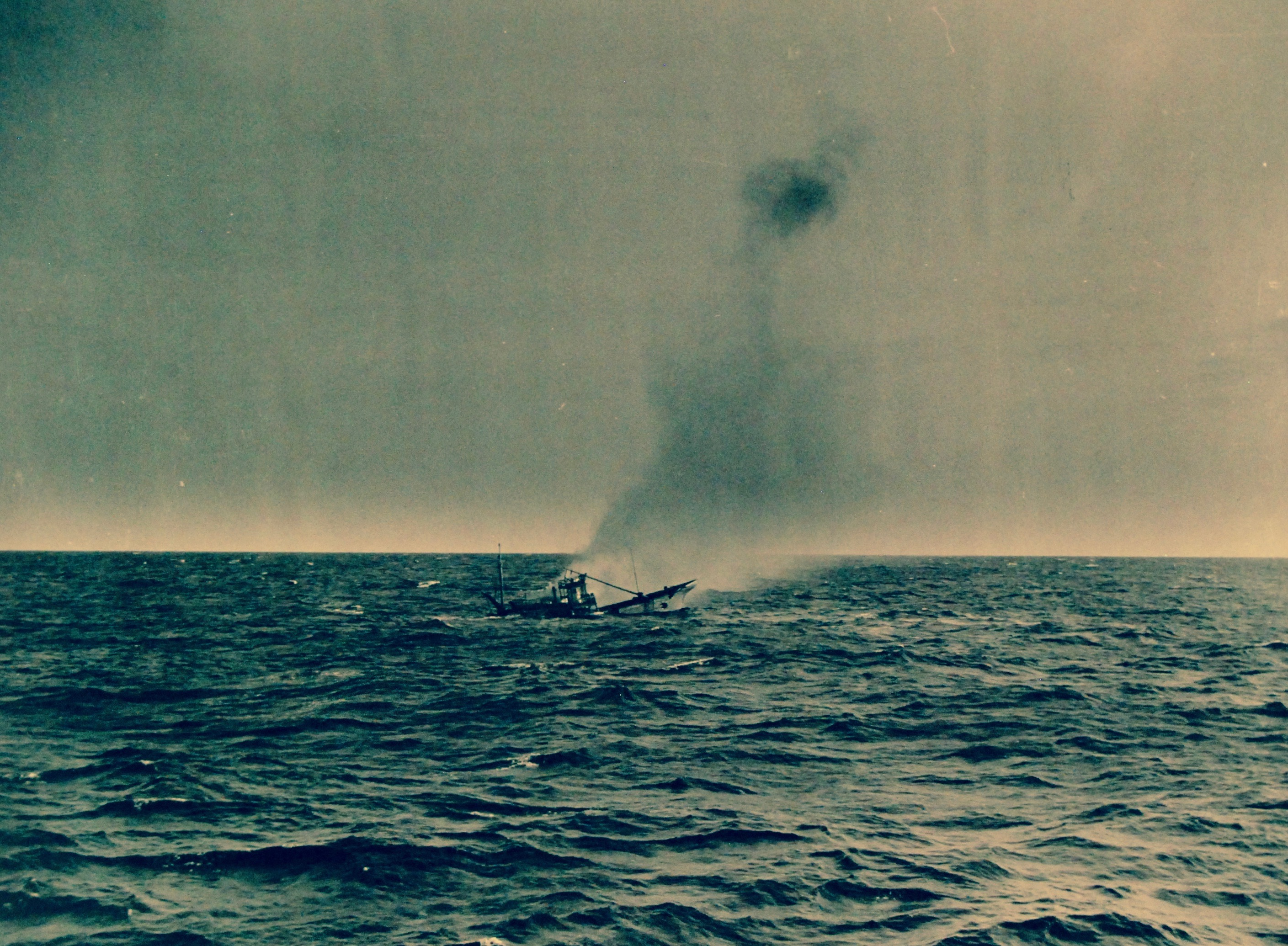
Naufrage d'un sampan japonais attaqué par l'USS Scorpion.

Sa deuxième patrouille de guerre l'emmène aux îles Ryukyu et en mer Jaune. C'est en dans cette zone qu'il est contre-attaqué par grenadage le 3 juillet après avoir attaqué un convoi (deux navires coulés). Après avoir heurté le fond marin, le submersible tente de rester immobile, mais est découvert par les destroyers d'escorte japonais ratissant la zone. Il est attaqué par de nombreuses charges de profondeur lui causant de graves dommages. Survivant néanmoins à l'attaque, le Scorpion met fin à sa patrouille afin de rejoindre son port d'attache. Lors de son transit, il subit une attaque aérienne près d'Akusekijima.
Sa troisième patrouille de guerre dans les îles Mariannes en octobre et novembre 1943 est peu fructueuse, avec de nombreuses attaques notamment déjouées par le mauvais temps.
Il appareille de Pearl Harbor lors de sa quatrième et dernière patrouille de guerre le 29 décembre 1943. Le 5 janvier, il envoie un message radio notant qu'un de ses membres d'équipage s'est fracturé le haut du bras, et demande à rencontrer le sous-marin Herring pour transférer le blessé afin qu'il le ramène à la base. Le rendez-vous est pris plus tard dans l'après-midi, mais une forte mer empêche tout transfert du marin blessé. Le Scorpion fait alors route vers l'ouest ; ce fut la dernière fois qu'il fit parler de lui. Il fut probablement coulé par une mine à l'entrée de la mer Jaune à la mi-janvier 1944.
Le sous-marin est déclaré porté disparu le 6 mars 1944.

## Décorations
Le Scorpion  a reçu trois battle stars pour son service pendant la Seconde Guerre mondiale.